# Holodna Balka, Odesa
Holodna Balka (în ucraineană Холодна Балка) este localitatea de reședință a comuna Nerubaiske din raionul Odesa, regiunea Odesa, Ucraina.

## Demografie
Componența lingvistică a localității Holodna Balka
     Ucraineană (87,18%)
     Rusă (11,62%)
     Alte limbi (0,66%)
Conform recensământului din 2001, majoritatea populației localității Holodna Balka era vorbitoare de ucraineană (87,18%), existând în minoritate și vorbitori de rusă (11,62%).